# Anisoneura buruensis
Anisoneura buruensis är en fjärilsart som beskrevs av Louis Beethoven Prout 1926. Anisoneura buruensis ingår i släktet Anisoneura och familjen nattflyn. Inga underarter finns listade i Catalogue of Life.